# Малкін Іван Павлович
Іван Павлович Малкін (1899, село Кузьминське Рязанського повіту Рязанської губернії, тепер Рязанської області, Російська Федерація — розстріляний 2 березня 1939, Москва) — радянський діяч органів держбезпеки, начальник УНКВС по Краснодарському краю. Входив до складу особливої трійки НКВС СРСР. Депутат Верховної Ради СРСР 1-го скликання (1937—1938).

## Біографія
Народився в родині теслі. У 1909 році закінчив три класи церковноприходської школи в селі Кузьминському Рязанського повіту Рязанської губернії.
У травні 1909 — жовтні 1910 року — хлопчик на будівництві шлюзів в селі Кузьминському Рязанського повіту. У листопаді 1910 — травні 1913 року — учень слюсаря на машинобудівному заводі Струве в місті Коломні. У червні 1913 — жовтні 1916 року — слюсар на заводі Рубінштейна в Москві. У грудні 1916 — вересні 1918 року — слюсар на заводі «Провідник» в Москві. У липні 1917 року був одним з організаторів страйку на заводі «Провідник».
У жовтні 1917 — лютому 1918 року — червоногвардієць в Москві, брав участь в ліквідації анархістського заколоту в Лефортовському районі Москви.
Член РКП(б) з вересня 1918 року.
У жовтні — листопаді 1918 року — рядовий, військовий комісар партизанської бригади Сіверса в місті Балашові.
У січні — серпні 1919 року — начальник агентури особливого відділу 56-ї стрілецької дивізії РСЧА. З серпня 1919 року — співробітник для особливих доручень при РВР 9-ї армії РСЧА. З 1919 по липень 1921 року — начальник реєстраційного відділу 22-ї і 33-ї стрілецьких дивізій РСЧА, брав участь в придушенні козацьких повстань на Кубані. У 1920 році — резидент в тилу Білої армії; комісар оборони міста Новоросійська. До липня 1921 року — голова Новоросійської міської надзвичайної комісії (ЧК).
У липні — жовтні 1921 року — начальник політбюро Тимошевського відділу Кубано-Чорноморської обласної ЧК в станиці Приморсько-Ахтарська. У жовтні 1921 — травні 1922 року — начальник відділу по боротьбі з бандитизмом Кубано-Чорноморської обласної ЧК, начальник оперативного штабу по боротьбі з бандитизмом в місті Краснодарі.
У травні 1922 — 1925 року — уповноважений Кубано-Чорноморського обласного відділу ДПУ, Кубанського окружного відділу ДПУ по Слов'янському району. У 1925 — червні 1926 року — уповноважений Кубанського окружного відділу ДПУ по Усть-Лабинському району.
У червні 1926 — 1928 року — начальник контррозвідувального відділу Кубанського окружного відділу ДПУ. У 1928 році — начальник контррозвідувального відділу Терського окружного відділу ДПУ. У 1929 році — співробітник Калмицького обласного відділу ДПУ.
У грудні 1929 — 1931 року — начальник Таганрозького міського відділу ДПУ.
У 1931—1933 роках — помічник начальника Ставропольського оперативного сектора ДПУ. У 1932 році був слухачем 3-місячних курсів керівних працівників ОДПУ.
У 1933 — квітні 1934 року — заступник начальника Кубанського оперативного сектора ДПУ.
У квітні 1934 — лютому 1935 року — заступник начальника 33-го Сочинського прикордонного загону ОДПУ-НКВС.
У лютому 1935 — січні 1936 року — заступник начальника Сочинського міського відділу НКВС. У січні 1936 — вересні 1937 року — начальник Сочинського міського відділу НКВС. Одночасно у липні — вересні 1937 року — начальник 1-го відділу УДБ УНКВС Азово-Чорноморського краю.
З 28 вересня 1937 по 2 грудня 1938 року — начальник Управління НКВС по Краснодарському краю. Входив до складу особливої трійки, створеної за наказом НКВС СРСР від 30 липня 1937 року, брав активну участь в сталінських репресіях.
Заарештований 2 грудня 1938 року. Засуджений Військовою колегією Верховного суду СРСР 2 березня 1939 року до страти. Розстріляний того ж дня. Не реабілітований.

## Звання
- капітан державної безпеки (23.02.1936)
- майор державної безпеки (22.06.1937)

## Нагороди
- орден Червоного Прапора (28.12.1927)
- орден Червоної Зірки (3.07.1937)
- медаль «XX років Робітничо-Селянській Червоній Армії» (22.02.1938)
- знак «Почесний працівник ВЧК-ДПУ (XV)» (4.02.1933)